# 前肛管燧鯛
前肛管燧鯛（学名：Aulotrachichthys prosthemius）或稱西太平洋管燧鯛，是輻鰭魚綱金眼鯛目燧鯛亞目燧鯛科的一種魚類，發現於日本南部及夏威夷群島海域，棲息深度90-198公尺，體具發光器官，體長可達6.1公分，夜行性。

## 擴展閱讀
維基物種上的相關：西太平洋管燧鯛